# Aeroportul Songea
Aeroportul Songea (IATA: SGX, ICAO: HTSO) este un aeroport din Regiunea Ruvuma, Tanzania. Aeroportul a fost tranzitat în decembrie 2017 de 1.229 de pasageri.
Situat la o altitudine de 1.050 m, aeroportul dispune de o singură pistă. Este operat de Tanzania Airports Authority⁠(d).